# Teoría científica
La teoría científica es una explicación de un aspecto del mundo natural o social que puede ser (o a fortiori, que ha sido) probada y corroborada repetidamente de acuerdo con el método científico, utilizando protocolos aceptados de observación, medición y evaluación de resultados. Cuando es posible, algunas teorías se prueban en condiciones controladas en un experimento. En circunstancias que no son susceptibles de prueba experimental, las teorías se evalúan mediante principios de razonamiento abductivo. Las teorías científicas establecidas han resistido un escrutinio riguroso y encarnan el conocimiento científico.  
Una teoría científica se diferencia de un hecho científico o de una ley científica en que una teoría explica el "por qué" o "cómo". Un hecho es una observación simple y básica, mientras que una ley es una declaración (a menudo una ecuación matemática) sobre una relación entre hechos u otras leyes. Por ejemplo, la Ley de Gravedad de Newton es una ecuación matemática que puede usarse para predecir la atracción entre cuerpos, pero no es una teoría para explicar cómo funciona la gravedad.
Los científicos elaboran distintas teorías partiendo de hipótesis que han sido corroboradas por el método científico, luego recolectan pruebas para poner a prueba dichas teorías. Las finalidades de las teorías son explicativas y predictivas. La fuerza de una teoría científica se relaciona con la cantidad de fenómenos que puede explicar, los cuales son medidos por la capacidad que tiene dicha teoría de hacer predicciones falsables respecto de dichos fenómenos que tiende a explicar. 
Los científicos utilizan las teorías como fundamentos para obtener conocimiento científico, pero también para motivos técnicos, tecnológicos o médicos. La teoría científica es la forma más rigurosa, confiable y completa de conocimiento posible. Esto es significativamente distinto al uso coloquial de la palabra «teoría», que se refiere a algo sin sustento o una suposición.

## Tipos
Albert Einstein describió dos tipos de teorías científicas: "Teorías constructivas" y "Teorías de principios". Las teorías constructivas son modelos constructivos de fenómenos: por ejemplo, Teoría cinética. Las teorías de principios son generalizaciones empíricas, como las leyes del movimiento de Newton.
Según Mario Bunge «empezamos a comprender que el fin de la investigación no es la acumulación de hechos sino su comprensión, y que ésta solo se obtiene arriesgando y desarrollando hipótesis precisas que tengan un contenido empírico más amplio que sus predecesoras.»Siguiendo a Bunge, existen dos formas de considerar las teorías:
- Las teorías fenomenológicas buscan «describir» fenómenos, estableciendo las leyes que establecen sus relaciones mutuas a ser posible cuantificadas. Procuran evitar cualquier contaminación «metafísica» o «esencial» tales como las causas, los átomos o la voluntad, pues el fundamento consiste en la observación y toma de datos con la ayuda «únicamente» de las variables observables exclusivamente de modo directo. Tal es el ideal del empirismo: Francis Bacon, Newton, neopositivismo. La teoría es considerada como una caja negra.
- Las teorías representativas buscan la «esencia» o fundamento último que justifica el fenómeno y las leyes que lo describen. Tal es el ideal del racionalismo y la teoría de la justificación: Descartes, Leibniz. En relación con lo anterior Bunge propone considerarla como «caja negra traslúcida».[7]

## Características

### Criterios esenciales

Las placas tectónicas del mundo fueron cartografiadas en la segunda mitad del. La teoría de las placas tectónicas explica con éxito numerosas observaciones sobre la Tierra, como la distribución de los terremotos, las montañas, los continentes y los océanos

. Normalmente, para que cualquier teoría sea aceptada dentro de la mayoría de los círculos académicos hay un criterio simple. El criterio esencial de toda teoría científica es que debe basarse en hechos observables y experimentos u observaciones repetibles. Dicho criterio es esencial para evitar el fraude y mantener la consistencia.
La característica que define todo el conocimiento científico, incluidas las teorías, es la capacidad de dar lugar a  afirmaciones falsables y predicciones demostrables. La relevancia y especificidad de esas predicciones determinan la utilidad potencial de la teoría. Una supuesta teoría que no hiciera predicciones observables, no sería una teoría científica en absoluto. Las predicciones que no son lo suficientemente específicas para ser demostradas tampoco son útiles. En ambos casos, el término "teoría" no parece adecuado. Un cuerpo de descripciones del conocimiento puede llamarse teoría si cumple los siguientes criterios:
- Hace predicciones falsables con una precisión consistente en un área amplia de la investigación científica (como la mecánica).
- Está bien apoyada por muchos hilos independientes de evidencia, en lugar de un único fundamento.
- Es coherente con los resultados experimentales preexistentes y sus predicciones son al menos tan precisas como las de las teorías preexistentes.

- Es lógicamente consistente y no se contradice a sí misma (nótese que de una sólo contradicción se sigue cualquier proposición, por lo que una teoría inconsistente acaba siendo inútil).

Estas cualidades son ciertamente ciertas de teorías establecidas como la teoría de la relatividad, la mecánica cuántica, la tectónica de placas, la síntesis evolutiva moderna, etc.

### Otros criterios
Además, los científicos prefieren trabajar con una teoría que reúna las siguientes cualidades: 
- Puede someterse a pequeñas adaptaciones para dar cuenta de los nuevos datos que no se ajustan perfectamente a ella, a medida que se van descubriendo, aumentando así su capacidad de predicción a lo largo del tiempo.[8]
- Se encuentra entre las explicaciones más parsimoniosas, económicas en el uso de entidades propuestas o pasos explicativos según la navaja de Occam. Esto se debe a que para cada explicación aceptada de un fenómeno, puede haber un número extremadamente grande, tal vez incluso incomprensible, de alternativas posibles y más complejas, porque siempre se pueden cargar las explicaciones fallidas con ad hoc para evitar que sean falsadas; por lo tanto, las teorías más simples son preferibles a las más complejas porque son más testables.[9][10][11]
- Hace predicciones cuantitativas, lo cual permite aplicar métodos estadísticos que permitan decidir si los resultados medidos se ajustan con la precisión requerida a las predicciones de la teoría, o la propia teoría predice resultados medibles algo diferentes a los realmente medidos.[12][13]

## Modelos científicos
En ciencia, se llama también teoría a un conjunto de proposiciones que permiten construir un modelo aproximado de la realidad, para el entendimiento de un conjunto de hechos empíricos. Un modelo específico es una descripción que permite hacer predicciones pero en general no permite hacer deducciones más allá de los supuestos del modelo, y en ese sentido los modelos no son sistemas hipotético-deductivos tan amplios como una teoría. Es decir, los modelos no explican datos cualitativamente diferentes de los que se usaron para formular el modelo, en cambio las teorías frecuentemente son aplicables a problemas completamente nuevos. Una teoría científica formal puede ser interpretada formalmente en un modelo formal donde los axiomas de la teoría así como las deducciones a partir de esos axiomas se satisfacen. Informalmente podría decirse que el modelo formal de una teoría es un "mundo imaginario" donde se satisfacen todas las predicciones de la teoría. En ese sentido, una teoría formal es adecuada para describir la realidad, si cualquier modelo formal de la teoría se asemeja al mundo real o situación empírica real que trata de explicar.
Una teoría científica es un tipo de teoría deductiva, ya que su contenido (es decir, los datos empíricos) puede expresarse dentro de un sistema formal de la lógica cuyas reglas elementales (es decir, las leyes científicas) se toman como axiomas. En una teoría deductiva, cualquier sentencia que es una consecuencia lógica de una o más de los axiomas es también una sentencia de la teoría.

### Filósofos de la ciencia
Karl Popper describió las características de una teoría científica de la siguiente forma:
1. Es fácil obtener confirmaciones, o verificaciones, para casi cualquier teoría, si es eso lo que buscamos.
2. Confirmaciones solo deben contar si son el resultado de predicciones arriesgadas, o sea, si, aún sin estar amparadas por la teoría en cuestión, deberíamos haber esperado un evento que fuera incompatible con la teoría - un evento que habría refutado la teoría.
3. Toda "buena" teoría científica es una prohibición: prohíbe que ciertas cosas ocurran. Cuantas más cosas prohíba una teoría, mejor se vuelve.
4. Una teoría que no es refutable por medio de algún evento concebible es una teoría no científica. El hecho de que una teoría sea irrefutable no es una virtud de la teoría (como usualmente creen las personas), sino un vicio de la misma.
5. Cada experimento genuino sobre una teoría es un intento de refutarla o demostrar su falsedad. Experimentabilidad es equivalente a la capacidad de demostrar su falsedad; pero existen grados de experimentabilidad: algunas teorías son más factibles para la experimentación, más expuestas a demostrar su falsedad, que otras; éstas toman, por su naturaleza, riesgos mayores.
6. La prueba que confirma una teoría no debe contar, excepto cuando es el resultado de un experimento genuino de la teoría; esto significa que puede ser presentado como un serio pero fallido intento de demostrar que la teoría es falsa. (Esto se refiere a aquellos casos en los que se presenta «prueba corroborativa».)
7. Algunas teorías sobre las cuales es posible ejecutar experimentos genuinos, cuando son encontradas falsas, pueden aún ser sostenidas por sus defensores, al introducir una premisa auxiliar, o al reinterpretar la teoría en ese momento de forma que la teoría escape la refutabilidad. Este procedimiento es posible, pero rescata la teoría de la refutabilidad solo para destruir, o al menos reducir, el estatus científico de la teoría.

Popper resumió estos estatutos diciendo que el criterio central del estatus científico de una teoría es su "falsabilidad, refutabilidad o experimentabilidad." Haciendo eco de esto, Stephen Hawking afirma, "Una teoría es buena si satisface dos requerimientos: Debe describir de forma precisa una gran gama de observaciones sobre la base de un modelo que contenga solo unos cuantos elementos arbitrarios, y debe hacer predicciones definidas acerca de los resultados de futuras observaciones." Él también discute la naturaleza "imposible de probar, pero con posibilidad de ser refutadas" de las teorías, la cual es una consecuencia necesaria de la lógica inductiva, y que "usted puede probar que una teoría es falsa encontrando una sola observación que esté en desacuerdo con las predicciones hechas por la teoría."

## Partes de una teoría
La mayoría de las teorías científicas además son una explicación científica de un conjunto de observaciones o experimentos. Una teoría científica está basada en hipótesis o supuestos verificados por grupos de científicos (en ocasiones, un supuesto no resulta directamente verificable, pero sí la mayoría de sus consecuencias) a modo de punto de partida o axiomas que sirven para hacer deducciones. Frecuentemente una teoría científica abarca varias leyes científicas verificadas y, en ocasiones, deducibles dentro de la propia teoría. Estas leyes pasan a formar parte de los supuestos e hipótesis básicas de la teoría, que englobará los conocimientos aceptados por la comunidad científica del campo de investigación y estará aceptada por la mayoría de especialistas.
En física, el término teoría generalmente significa una infraestructura matemática derivada de un pequeño conjunto de principios básicos capaz de producir predicciones de resultados experimentales para una categoría dada de sistemas físicos. Un ejemplo sería la "teoría electromagnética", que es usualmente tomada como sinónimo del electromagnetismo clásico, cuyos resultados específicos pueden derivarse de las ecuaciones de Maxwell.

## Aceptación de las teorías
Para que un cuerpo teórico dado pase a ser considerado como parte del conocimiento científico establecido, usualmente se necesita que la teoría produzca un experimento crítico, esto es, un resultado experimental que no pueda ser predicho por ninguna otra teoría ya establecida.
De acuerdo con Stephen Hawking en (Una breve historia del tiempo),

"Una teoría es buena si satisface dos requerimientos: debe describir con precisión una extensa clase de observaciones sobre la base de un modelo que contenga solo unos cuantos elementos arbitrarios, y debe realizar predicciones concretas acerca de los resultados de futuras observaciones."

Procede luego a afirmar:

"Cualquier teoría física es siempre provisional, en el sentido que es solo una hipótesis; nunca puede ser probada. No importa cuántas veces los resultados de los experimentos concuerden con alguna teoría, nunca se puede estar seguro de que la próxima vez el resultado no la contradirá. Por otro lado, se puede refutar una teoría con encontrar solo una observación que esté en desacuerdo con las predicciones de la misma".

## Valor de las teorías
No todas las teorías tienen el mismo valor. Las teorías más "poderosas" son las que combinan el máximo vigor y generalidad con la máxima exactitud, profundidad y verdad. Por ejemplo, una teoría que explique la habituación en todos los organismos es más general que otra que explique el mismo proceso únicamente en los invertebrados. Aun así se necesitan teorías de todas las potencias posibles.
Sin embargo, no debe confundirse el valor práctico de una teoría con lo fundamental de una teoría. Las teoría se agrupan en jerarquías de más a menos fundamentales. Por ejemplo, la mecánica cuántica, puede explicar tanto la bioquímica, como muchos fenómenos físicos macroscópicos. La bioquímica es la base de una buena parte de las teorías biológicas. Sin embargo, no resulta práctico usar el entramado matemático de la mecánica cuántica para estudiar aspectos ciertos prácticos de la biología de un ser vivo, aunque en último término ciertas teorías biológicas, se fundamenten en la bioquímicas y estas se fundamenten en la física cuántica.

## Ejemplos

### Teoría de la relatividad
La teoría de la relatividad incluye tanto a la teoría de la relatividad especial como la de la relatividad general, formuladas principalmente por Albert Einstein a principios del  siglo XX, que pretendían resolver la incompatibilidad existente entre la mecánica newtoniana y el electromagnetismo.
La teoría de la relatividad especial, publicada en 1905, trata de la física del movimiento de los cuerpos en ausencia de fuerzas gravitatorias, en el que se hacían compatibles las ecuaciones de Maxwell del electromagnetismo con una reformulación de las leyes del movimiento. En la teoría de la relatividad especial, Einstein, Lorentz y Minkowski, entre otros, unificaron los conceptos de espacio y tiempo, en un tramado tetradimensional al que se le denominó espacio-tiempo. La relatividad especial fue una teoría revolucionaria para su época, con la que el tiempo absoluto de  Newton quedó relegado y conceptos como la invariabilidad en la velocidad de la luz, la dilatación del tiempo, la contracción de la longitud y la equivalencia entre masa y energía fueron introducidos. Además, con las formulaciones de la relatividad especial, las leyes de la Física son invariantes en todos los sistemas de referencia inerciales; como consecuencia matemática, se encuentra como límite superior de velocidad a la de la luz y se elimina la causalidad determinista que tenía la física hasta entonces. Hay que indicar que las leyes del movimiento de Newton son un caso particular de esta teoría donde la masa, al viajar a velocidades muy pequeñas, no experimenta variación alguna en longitud ni se transforma en energía y al tiempo se le puede considerar absoluto.
La teoría de la relatividad general, publicada en 1915, es una teoría de la gravedad que reemplaza a la gravedad newtoniana, aunque coincide numéricamente con ella para campos gravitatorios débiles y velocidades «pequeñas». La teoría general se reduce a la teoría especial en presencia de campos gravitatorios. La relatividad general estudia la interacción gravitatoria como una deformación en la geometría del espacio-tiempo. En esta teoría se introducen los conceptos de la curvatura del espacio-tiempo como la causa de la interacción gravitatoria, el principio de equivalencia que dice que para todos los observadores locales inerciales las leyes de la relatividad especial son invariantes y la introducción del movimiento de una partícula por líneas geodésicas. La relatividad general no es la única teoría que describe la atracción gravitatoria, pero es la que más datos relevantes comprobables ha encontrado. Anteriormente, a la interacción gravitatoria se la describía matemáticamente por medio de una distribución de masas, pero en esta teoría no solo la masa percibe esta interacción, sino también la energía, mediante la curvatura del espacio-tiempo y por eso se necesita otro lenguaje matemático para poder describirla, el cálculo tensorial. Muchos fenómenos, como la curvatura de la luz por acción de la gravedad y la desviación en la órbita de Mercurio, son perfectamente predichos por esta formulación. La relatividad general también abrió otro campo de investigación en la física, conocido como cosmología y es ampliamente utilizado en la astrofísica.

### Teoría de la deriva continental
La deriva continental es la hipótesis que describía el desplazamiento de las masas continentales unas respecto a otras, desarrollada en 1912 por el alemán Alfred Wegener a partir de diversas observaciones empírico-racionales.

### Teoría geocéntrica
La teoría geocéntrica (también llamada modelo geocéntrico, geocentrismo o modelo ptolemaico) es una teoría astronómica que sitúa a la Tierra en el centro del universo, y a los astros, incluido el Sol, girando alrededor de la Tierra (geo: Tierra; centrismo: agrupado o de centro).